# Patinação artística na Universíada de Inverno de 2003 - Individual masculino
A competição individual masculino da patinação artística na Universíada de Inverno de 2003 foi realizada em Tarvisio, Itália.

## Medalhistas
| Ouro   | RUS Alexei Vassilevski |
| Prata  | RUS Anton Smirnov      |
| Bronze | JPN Kensuke Nakaniwa   |

## Resultados

### Geral
| Pos.              | Nome                | Nacionalidade    | Pontos | PC | PL |
| ----------------- | ------------------- | ---------------- | ------ | -- | -- |
| Medalha de ouro   | Alexei Vassilevski  | Rússia           | 1.5    | 1  | 1  |
| Medalha de prata  | Anton Smirnov       | Rússia           | 3.5    | 3  | 2  |
| Medalha de bronze | Kensuke Nakaniwa    | Japão            | 4.0    | 2  | 3  |
| 4                 | Nicholas Young      | Canadá           | 6.5    | 5  | 4  |
| 5                 | Anton Kovalevski    | Ucrânia          | 9.5    | 9  | 5  |
| 6                 | Yutaka Tsuru        | Japão            | 11.0   | 10 | 6  |
| 7                 | Jean-Michel Debay   | França           | 11.0   | 4  | 9  |
| 8                 | Eiji Iwamoto        | Japão            | 13.0   | 6  | 10 |
| 9                 | Filip Stiller       | Suécia           | 14.0   | 12 | 8  |
| 10                | Nicolas Baudelin    | França           | 14.5   | 15 | 7  |
| 11                | Andrei Lezin        | Rússia           | 17.5   | 13 | 11 |
| 12                | Jean-Francois Bidal | Canadá           | 17.5   | 11 | 12 |
| 13                | Lukáš Rakowski      | República Tcheca | 17.5   | 7  | 14 |
| 14                | Jan Čejvan          | Eslovênia        | 19.0   | 8  | 15 |
| 15                | Sean Calvillo       | Estados Unidos   | 20.0   | 14 | 15 |
| 16                | Lee Kyu-hyun        | Coreia do Sul    | 24.5   | 17 | 16 |
| 17                | Chad Kilburn        | Canadá           | 25.0   | 16 | 17 |
| 18                | Florian Mistelbauer | Áustria          | 27.0   | 18 | 18 |
| 19                | Stuart Beckingham   | Austrália        | 2.5    | 19 | 19 |

Legenda
| Recorde mundial      | Recorde mundial (World record)               |                       | Recorde africano                      | Recorde africano (African) |                                           | Q | Classificado por posição (Qualified) |
| Recorde olímpico     | Recorde olímpico (Olympic record)            | Recorde da América    | Recorde da América (Americas)         | q                          | Classificado por melhor tempo (Qualified) |   |                                      |
| Melhor marca do ano  | Melhor marca do ano (World leading)          | Recorde asiático      | Recorde asiático (Asian)              | DNS                        | Não largou (Did not start)                |   |                                      |
| Recorde nacional     | Recorde nacional (National record)           | Recorde europeu       | Recorde europeu (European)            | DNF                        | Não terminou (Did not finish)             |   |                                      |
| Recorde pessoal      | Recorde pessoal do atleta (Personal best)    | Recorde da Oceania    | Recorde da Oceania (Oceania)          | DSQ / DQ                   | Desclassificado (Disqualified)            |   |                                      |
| Recorde da temporada | Recorde da temporada do atleta (Season best) | Recorde sul-americano | Recorde sul-americano (South America) | NM                         | Sem marca (No mark)                       |   |                                      |